# Think different
 (juillet 2023).
Si vous disposez d'ouvrages ou d'articles de référence ou si vous connaissez des sites web de qualité traitant du thème abordé ici, merci de compléter l'article en donnant les références utiles à sa vérifiabilité et en les liant à la section « Notes et références ».
Think different (litt. « Penser différent » en français) est un slogan publicitaire d'une campagne pour la marque Apple Computer, créé en 1997 par l'agence de communication TBWA\Chiat\Day basée à Los Angeles.

Logo d'Apple avec en dessous le slogan « Think different » écrit avec la police de caractères utilisée par les Macintosh, Apple Garamond.

Le slogan « Think different » a notamment été utilisé dans un célèbre spot publicitaire, diverses annonces dans la presses et sous forme d'affichage urbain.
Par extension, l'expression a été utilisée comme slogan dans les publicités d'Apple jusqu'en 2002, date de l'arrivée de la campagne publicitaire Switch.

## Genèse de la campagne

### Un contexte de crise
Au milieu des années 1990, la santé financière d'Apple Computer laisse à désirer, la société est en perte de popularité. Entre 1995 et 1997, Apple perd plusieurs centaines de millions de dollars et la société se voit obligée de licencier des milliers d'employés.[réf. nécessaire] À la suite du rachat de NeXT en décembre 1996, Steve Jobs, ancienne figure emblématique de la société, fait alors son retour en tant que membre du conseil d'administration, alors dirigé par Gil Amelio.
En juin 1997, ce même conseil limoge Gil Amelio de ses fonctions, remplacé par Steve Jobs qui devient CEO par intérim, poste qu'il occupera jusqu'en 2000, année où il devient CEO de plein droit, poste qu'il nomme alors « iCEO ».[réf. souhaitée]
Parmi les remaniements qu'il entreprend alors, se trouve une refonte totale de la stratégie commerciale de l'entreprise.

### Un retour aux sources
L'agence de communication Chiat\Day, qui officiait pour Apple depuis les débuts de l'entreprise, avait été évincée par l'ex-CEO d'Apple, John Sculley, peu après le départ quasi-forcé de Steve Jobs d'Apple en 1985.
Représentée par Lee Clow, Chiat\Day ainsi que deux autres agences de communication sont invitées par Apple pour présenter de nouvelles idées afin de relancer les ventes et redorer le blason de la marque. Le 3 août 1997, Lee Clow présente à Apple un nouveau slogan, Think different ainsi qu'un montage présentant des artistes et des professionnels de la création utilisant et travaillant sur des ordinateurs Mac. L'idée initiale de Lee Clow est de montrer des réalisateurs de chez DreamWorks SKG travaillant sur les Macs.
Cependant, Steve Jobs a une vision différente, voulant voir apparaître dans la campagne des célébrités et des intellectuels. La campagne publicitaire Think different est entièrement réalisée par Chiat\Day, qui redevient au passage l'agence de communication d'Apple Computer.

### Réalisation
Steve Jobs donna à l'équipe de Chiat\Day 17 jours après son approbation pour réaliser la campagne publicitaire comportant le spot et les affichages urbains dans des villes importantes comme New York ou Los Angeles. La présence de Steve Jobs à la tête d'Apple facilita l'acquisition des droits pour les images de la campagne. Sans cela Clow aurait été pour beaucoup « juste un autre publicitaire ». 
Le spot télévisuel est produit avec un système Avid 4000 sur un Macintosh avec Adobe After Effects. Jennifer Gulad, qui a réalisé le spot, travailla de près avec Steve Jobs. Les deux étaient en contact, quotidiennement, afin de choisir les images qui seront utilisées, la musique ainsi que la narration (qui fut faite par Richard Dreyfuss). 
Le texte Here's to the crazy ones, que l'on retrouve sur certains publicités papier ou dans le spot (lu par Dreyfus), est l'œuvre de Rob Siltanen et Ken Segall (respectivement directeur créatif et rédacteur en chef), tandis que l'expression « Think Different », évidemment osée grammaticalement, est de Craig Tanimoto, concepteur-rédacteur chez Chiat\Day. 
À l'instar de 1984, célèbre spot pour le premier Macintosh, la campagne Think different ne montre aucun produit. Autre particularité, chaque affiche que l'on retrouvait sur les immeubles était unique[réf. souhaitée], Chiat\Day ayant loué plusieurs centaines d'emplacements principalement à New York et Los Angeles. [réf. souhaitée] Aussi, au lieu de faire figurer ses publicités dans la presse informatique spécialisée, Apple fit le choix de les faire apparaître principalement dans les magazines populaires et de mode.

## Contenu de la campagne

### Le spotThink different
Le spot publicitaire diffusé à la télévision pour la campagne utilise une version raccourcie du texte de Jack Kerouac extrait de Sur La Route, narrée par l'acteur Richard Dreyfuss. Également intitulé « The Crazy Ones », il dure 60 secondes et est constitué uniquement de séquences vidéo en noir et blanc de personnalités marquantes du passé et certains contemporains.
Ainsi figurent dans ce spot, par ordre d'apparition : Albert Einstein — Bob Dylan — Martin Luther King, Jr. — Richard Branson — John Lennon (avec Yoko Ono) — Richard Buckminster Fuller — Thomas Edison — Muhammad Ali — Ted Turner — Maria Callas — Mahatma Gandhi — Amelia Earhart — Alfred Hitchcock — Martha Graham — Jim Henson (avec Kermit la grenouille) — Frank Lloyd Wright et Pablo Picasso.
La publicité se termine par les images d'une petite fille, Shaan Sahota, qui ouvre les yeux puis apparaît la pomme multicolore d'Apple sur un fond noir avec le slogan « Think different ».
Le spot a été réalisé par Jennifer Golub de l'agence Chiat\Day en collaboration avec Jessica Schulman et Yvonne Smith. 
Une version raccourcie à 30 secondes reprend un grand nombre des personnalités, mais la fillette est remplacée par Jerry Seinfeld. Ce spot ne fut diffusé qu'une fois, durant le dernier épisode de la série télévisée Seinfeld.[réf. souhaitée]

### Affichage dans la presse et sur le mobilier urbain

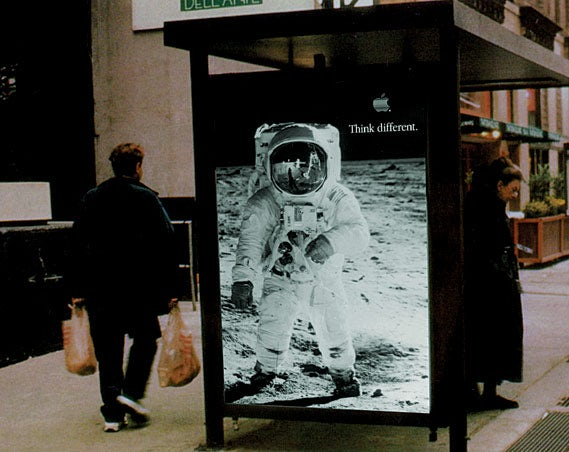
Affiche publicitaire "Think different" à New York.

La publicité "Think Different" est diffusée avec l'image de Gandhi sur la couverture arrière de l'édition du 13 octobre 1997 du New Yorker.

## Une erreur grammaticale?

Le début du texte lu dans le spot de la campagne est reproduit dans l'icône de l'application TextEdit de Mac OS X. Note : L'icône n'est aujourd'hui plus la même dans la dernière version de macOS, macOS Ventura.

« Think different », qui se traduirait en français par « Penser différent », peut apparaître comme une erreur grammaticale.
En effet, « Penser différemment » (Think differently) semble grammaticalement plus correct. Cependant, le mot « différent » n'est pas destiné à être un adverbe qui module la signification du verbe, mais agit comme l'objet du verbe « penser », indiquant quoi penser et non comment penser, comme dans les expressions « Think big » ou « Think pink ».

## Accueil
La campagne est lancée le 27 septembre 1997, avec la première diffusion du spot lors de la première diffusion à la télévision du film Toy Story, premier long-métrage d'animation entièrement en images de synthèse des studios Pixar, firme rachetée par Steve Jobs peu après son départ d'Apple. La campagne reçoit un accueil positif.[réf. souhaitée]
En 1998, le spot remporte l'Emmy Award pour la meilleure publicité, remis par l'Academy of Television Arts & Sciences (ATAS), ainsi qu'un Lion d'Argent à Cannes.  

## Dans la culture populaire
Dans la série d'animation Les Simpson (épisode « Les Apprentis Sorciers »), le slogan est parodié tout en étant corrigé en « Think differently » (« pensez différemment »).